# Ernst Christoph Hochmann von Hochenau
Ernst Christoph Hochmann von Hochenau (* 1670 in Lauenburg/Elbe; † Anfang Januar 1721 in Schwarzenau) war ein deutscher mystisch-separatistischer Pietist.

## Leben
Er wurde als Sohn einer sachsen-lauenburgischen Beamtenfamilie 1670 in Lauenburg/Elbe geboren. Der Absolvent des Melanchthon-Gymnasiums Nürnberg begann 1687 ein Studium der Rechtswissenschaften, das er in Gießen und Halle (1693) fortsetzte. Dort führte die Bekanntschaft mit August Hermann Francke und Christian Thomasius zum Anschluss an den Pietismus und fortan zu freier Predigertätigkeit. Schon bald jedoch wandte sich Hochenau unter dem Einfluss von Johann Wilhelm Petersen und Johann Georg Gichtel verstärkt „philadelphischem“ (v. a. der Engländerin Jane Leade) und mystisch-spiritualistischem Gedankengut zu. Dessen dezidierte Kirchenkritik und Kirchenverachtung sowie die traditionelle pietistische Nähe zu apokalyptisch-chiliastischen Vorstellungen führten bereits in Halle zur Sammlung von Gleichgesinnten und zu ersten Konflikten mit geistlichen und weltlichen Behörden. 
Mit der Ausweisung aus Halle begann das für nahezu alle Separatisten des frühen 18. Jahrhunderts typische unstete Wanderleben, teils getrieben vom eigenen Auftragsbewusstsein, teils unter dem Zwang ständig neuer Ausweisungen bis hin zu Haftstrafen. An beidem hatte Hochenau gebührenden Anteil. Seine Predigttätigkeit als Volks- und Erweckungsprediger führte ihn u. a. an den Niederrhein und ins Bergische Land, in die Pfalz, nach Leipzig, Nürnberg und Franken. Inhaftiert wurde er, von geistlichen wie weltlichen Obrigkeiten, fast dreißig Mal, so 1702 in Detmold, von 1707 bis etwa Oktober 1708 in Nürnberg, 1711 in Halle und in Leipzig.
Nach einer mit anderen Gesinnungsgenossen unternommenen Schweizreise und dem Scheitern eines Versuchs der Judenbekehrung in Frankfurt am Main (1699) hielt er sich auf dem frommen Grafenhof von Laubach (Oberhessen) auf. Nach erster Predigttätigkeit in Berleburg (1700) fand er auf dem Schloss Biesterfeld (Lippe) so etwas wie eine vorübergehende Heimat, immer wieder unterbrochen freilich von Predigtreisen. In Biesterfeld entstand 1702 das „Detmolder Glaubensbekenntnis“ (s. u. „Werke“), das weitgehende Verbreitung erfuhr.

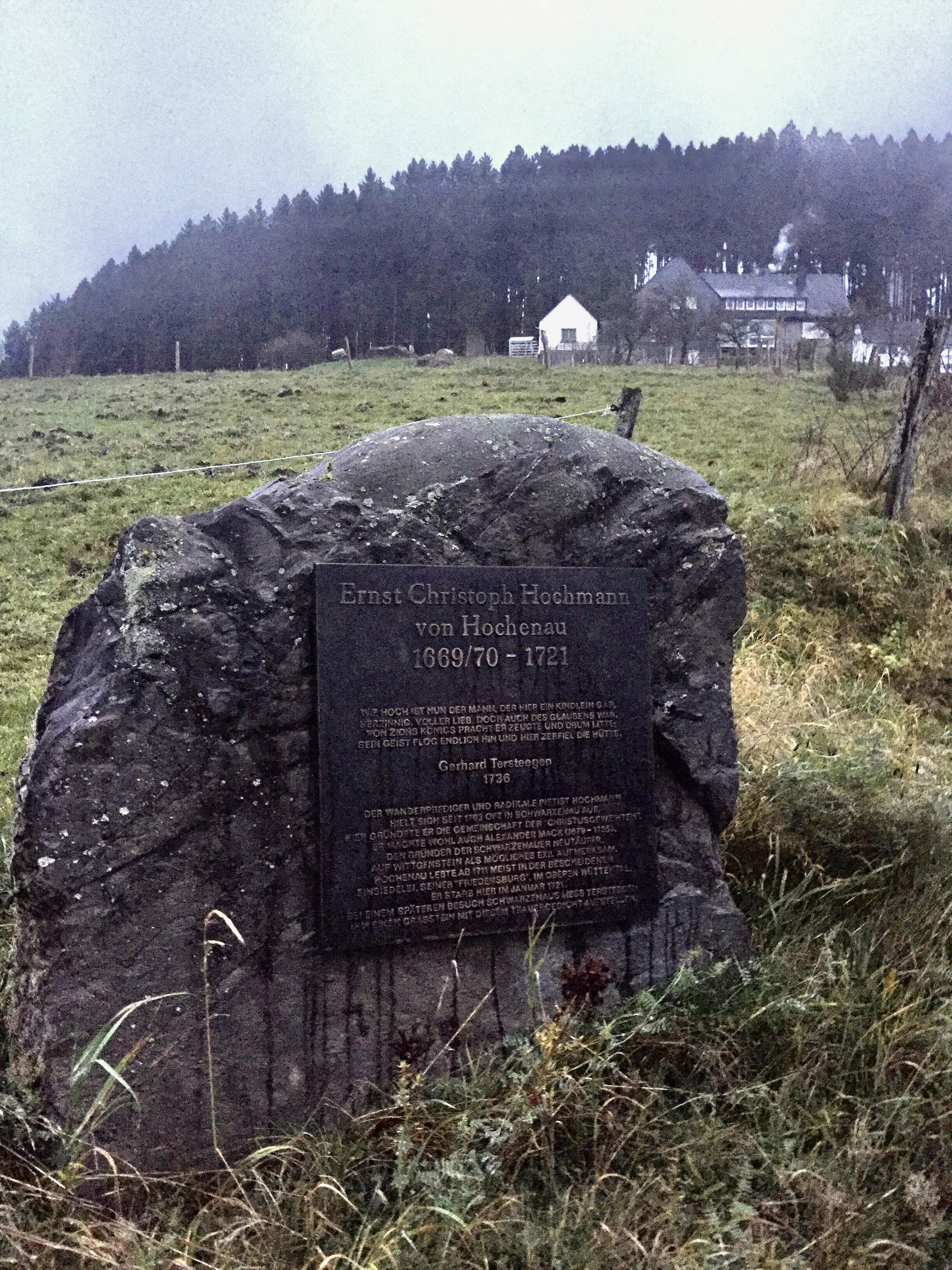
Gedenkstein in Schwarzenau gegenüber der mutmaßlichen Stätte der „Friedensburg“.

Im August 1703 kehrte Hochenau, wie so manche Separatisten und Mystiker (etwa Johann Konrad Dippel) aus dem pietistischen Umfeld, in die Grafschaft Sayn-Wittgenstein-Berleburg zurück und gründete um die Jahreswende 1703/04 in Schwarzenau in der Nähe Berleburgs eine ur-kommunistische Hausgemeinschaft der „Christusgeweihten“. Schwarzenau wurde ihm fortan eine dauerhafte Heimat, zwischen „Kirchensturm und Einsamkeit“ (Heinz Renkewitz), also nicht unter Preisgabe seiner Reisepredigttätigkeit. In Schwarzenau errichtete er 1709 die „Friedensburg“ genannte Hütte, in der er die letzten Jahre seines Lebens als Einsiedler verbrachte. Sein Einfluss auf die separatistischen Gruppen des Pietismus war und blieb in ganz Deutschland, in Städten und auf dem Land, beträchtlich.
Hochmann war kein Dogmatiker. Will man ihn jedoch in die klassischen Kategorien theologischer Lehre einordnen, so ist sein Beitrag zur christlichen Ethik beachtlich. Neben der strikten Ablehnung des Waffendienstes, der Todesstrafe und des Eides gilt sein großes Interesse dem „Ehestand“, von der „unvollkommenen Ehe“ in fünf Schritten aufsteigend zur „vollkommenen Ehe“:
- die tierische Ehe, die die Menschen allein durch ihren Geschlechtstrieb vereinigt;
- den „ehrbaren und moralischen“ Ehestand, wie er in der römischen Antike und bei den Juden zwar gesetzlich geregelt war, aber nicht unauflöslich und nur vorläufig im Blick auf das irdische Leben;
- die christliche Ehe, die unauflösbare Verbindung von Mann und Frau als Abbild der Liebe Christi zu seiner Gemeinde (Eph 5,25) und zum Zweck des Kinderzeugens, wie der „junge Tobias (Tob 8,9) seinen Ehestand gottselig angefangen“;
- die „jungfräuliche Ehe“, in der zwei Menschen sich zu geistiger Gemeinschaft verbinden;
- schließlich die vollkommene „Ehe“, nämlich die Hingabe einer einzelnen Seele an Gott, die sich als Braut dem „Seelenbräutigam“ Christus verbindet, um geistliche Kinder zu zeugen.

Für alle unter den „nicht wahren Christen“ geschlossenen Ehen forderte Hochmann übrigens die „Ziviltrauung“ – womit er seiner Zeit um nahezu 150 Jahre voraus war.

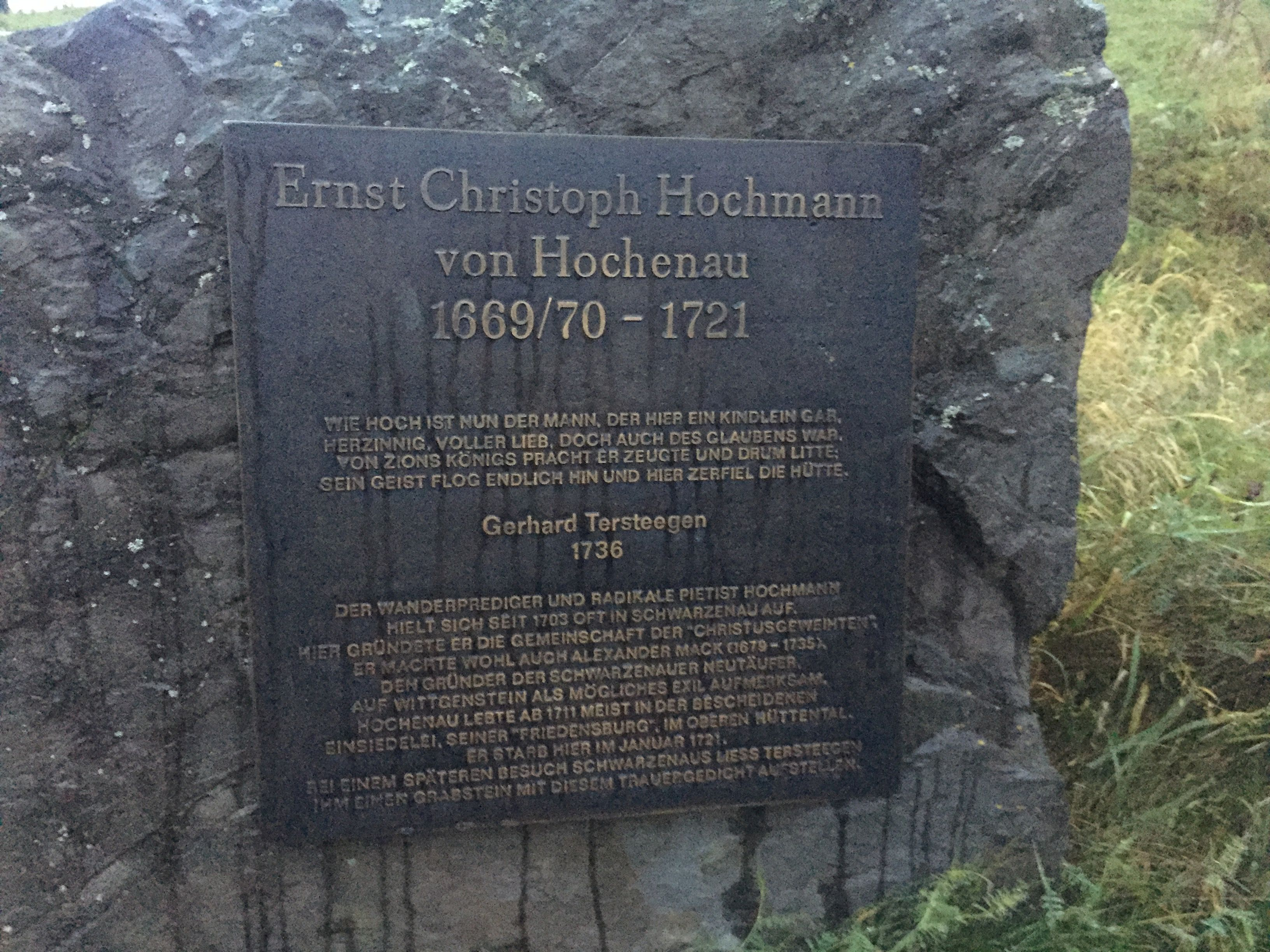
Text des Gedenksteins im Hüttental, Schwarzenau

Der wenige Jahrzehnte später im in der Nachbarschaft Berleburgs liegenden Hilchenbach aufgewachsene Johann Heinrich Jung-Stilling charakterisiert Hochenau bewundernd:
„Überall suchte er Gelegenheit, zu lehren; er versammelte wenige und viele Menschen, wie es die Gelegenheit gab, und lehrte sie den reinsten Mystizismus, gänzliche Sinnesänderung, vollkommene moralische Besserung, nach dem Beispiel Christi u.s.w. Hochmann redete mit erstaunlichem Enthusiasmus und mit unbeschreiblichem Feuer, aber ohne Schwulst und Schwärmerei, in der Volkssprache, und alles, was er lehrte, belebte er selbst; ganz Meister über sein Herz und über seine Leidenschaften, demüthig und gelassen im höchsten Grad, stahl er Jedem das Herz, der mit ihm umging; mit Einem Worte, er war ein herrlicher Mann!“
Sein Grab in Schwarzenau zierte ein Vers von Gerhard Tersteegen:
„Wie hoch ist nun der Mann, der sonst ein Kindlein, gar / Einfältig, voller Lieb, und voller Glaubens war / Für seines Königs Reich er kämpfte und drum litte / Sein Geist flog endlich hin, und hier zerfiel die Hütte.“

## Werke
- E. Chr. H.s v. H. Glaubens-Bekäntniß … Samt Einer an die Juden gehaltene Rede …, 1702.
- Briefe an die Gräflich Lippische Herrschaft, 1703.
- Sendschreiben, Von den falschen Anti-Christischen, in blaßer äußerlicher Kinder-Tauffe, Abendmahl und Kirchen-gehen bestehenden so genannten Gottesdienste …, 1707.